# Сіб ван Оттеле
Сіб ван Оттеле (нід. Syb van Ottele, нар. 2 лютого 2002, Неймеген, Нідерланди) — нідерландський футболіст, центральний захисник клубу «Геренвен».

## Ігрова кар'єра

### Клубна
Сіб ван Оттеле народився у місті Неймеген і займатися футболом почав у молодіжній команді місцевого клубу НЕК. У 2018 році декілька клубів були зацікавлені у послугах молодого захисника але сам ван Оттеле у лютому того року підписав перший контракт зі своїм рідним клубом. На професійному рівні футболіст дебютував у серпні 2020 року у турнірі Еерстедивізі.
У січні 2021 року ван Оттеле перейшов до клубу «Геренвен», який виступав у Ередивізі. 2 травня футболіст провів першу гру у складі нової команди.

### Збірна
Сіб ван Оттеле виступав за юнацькі збірні Нідерландів. У 2019 році у складі збірної Нідерландів (U-17) став переможцем юнацької першості Європи.

## Титули
Нідерланди (U-17)
- Чемпіон Європи: 2019